# Esther Ayuso
Esther Josefina Ayuso (n. 1958) és la primera dona arquitecta de Belize; és coneguda pels seus dissenys per millorar hospitals com Belize Medical Associates, Cleòpatra White Polyclinic, Matron Robert Polyclinic, Avui Eye Clinic i les unitats de vigilància intensiva neonatal i pediàtrica del Karl Heusner Memorial Hospital. Ha exercit el càrrec de senadora, el de presidenta de la Comissió Nacional de la Dona i també ha estat delegada per Belize en la Comissió Interamericana de Dones. Per les seves contribucions a la comunitat li va ser atorgada l'Ordre de l'Imperi Britànic en 2015.

## Biografia
Esther Ayuso va néixer a Caracas, Veneçuela, al novembre de 1958; els seus pares van ser Josefina Medero i Oscar Ayuso, qui era ciutadà beliceño. La família va tornar a Belize poc després del seu naixement i Ayuso va assistir a la St. Catherine Academy a la ciutat de Belize i va completar els seus estudis universitaris a la Universitat Central de Veneçuela, on es va graduar d'arquitectura. Va tornar a Belize en la dècada de 1980, però no va poder trobar treball i va retornar a Veneçuela en 1983; es va casar amb un company arquitecte i es va quedar treballant allí fins al primer intent de cop d'estat de 1992. Novament a Belize, va treballar en Professional Engineering Services fins a 1995, quan va obrir juntament amb el seu marit la seva pròpia empresa d'arquitectura. A més de construir cases habitació, Ayuso és coneguda pel seu treball en projectes públics, com l'ampliació del Belize Medical Associates, la remodelació de Cleòpatra White Polyclinic i Matron Robert Polyclinic, i els seus treballs en Avui Eye Clinic i diverses sucursals del Atlantic Bank. Les oficines de la seva empresa van ser arrasades durant l'huracà Keith del 2000 i a partir de llavors va canviar el gir del negoci a consultoria de construcció.
En 2006, Ayuso va ser nomenada senadora pel primer ministre Dean Barrow. En 2008, després de sol dos anys, va deixar el lloc per fer-se càrrec de la recentment creada Comissió Nacional de la Dona. Aquest mateix any també va ser nomenada delegada per Belize en la Comissió Interamericana de Dones, càrrec que encara exerceix. Sota la seva direcció, la Comissió Nacional de la Dona va dur a terme un estudi per actualitzar la política nacional de gènere, va dur a terme diversos simposis sobre el desenvolupament d'un programa d'estudis de gènere a Belize i va realitzar el projecte Women in Politics per educar a les dones en política i com exercir-se en un lloc d'elecció popular.
Ayuso va formar part dels membres fundadors del departament de construcció de la ciutat de Belize que es va organitzar en 2009 i va ser creat per garantir el compliment del codi de construcció i ajudar el consell de la ciutat a establir normes de seguretat. En 2011, es va inaugurar la construcció de la unitat de vigilància intensiva pediàtrica del Karl Heusner Memorial Hospital, que va ser dissenyada per ella. Es preveu que les unitats de vigilància intensiva neonatal i pediàtrica seran completament operatives al desembre de 2015.
En 2015, Ayuso va ser guardonada amb l'Ordre de l'Imperi Britànic per les seves contribucions a la comunitat i la seva dedicació a la promoció dels drets de la dona.